# GTmax
GTmax är en fransk action och dramafilm som hade premiär på strömningstjänsten Netflix den 20 november 2024. Filmen är regisserad av Olivier Schneider efter ett manus skrivet av Jean-André Yerlès, Rémi Leautier och Rachid Santaki.

## Handling
Filmen kretsar Soélie som är en ung motocrosstalang. Hennes drömmar grusas dock av en olycka, och börjar träna sin bror. När han rekryteras av ett mc-gäng för en storslagen kupp i Paris, måste Soélie rädda honom.

## Rollista (i urval)
- Ava Baya – Soélie
- Jalil Lespert – Elyas
- Jérémie Laheurte – Theo
- Riadh Belaïche – Michael
- Gérard Lanvin – Daniel